# 斎藤司 (法学者)
斎藤 司（さいとう つかさ、1978年7月20日 - ）は、日本の法学者。専門は刑事訴訟法。学位は博士（法学）（九州大学・2016年）。龍谷大学法学部教授。徳島県出身。

## 学歴
- 1997年3月 - 徳島県立富岡西高等学校卒業
- 2001年3月 - 九州大学法学部卒業
- 2003年3月 - 九州大学大学院法学府民刑事法学専攻修士課程修了
- 2006年3月 - 九州大学大学院法学府民刑事法学専攻博士後期課程単位取得退学
- 2016年3月 - 博士（法学）（九州大学）（学位論文「公正な刑事手続と証拠開示請求権」）

## 職歴
- 2006年4月 - 2009年3月 愛媛大学法文学部総合政策学科専任講師
- 2009年4月 - 龍谷大学法学部准教授
- 2012年4月 - 日本弁護士連合会刑事法制委員会助言者
- 2014年3月 - 2015年3月ゲオルク・アウグスト大学ゲッティンゲン客員研究員
- 2016年4月 - 龍谷大学法学部教授

## 人物
FCバルセロナのファン。

## 主要研究業績
- 中川孝博、斎藤司、葛野尋之『刑事訴訟法講義案（第2版）』（2012年、法律文化社）ISBN 978-4589033963
- 丹治初彦（編著）、丸田隆、春日勉、斎藤司（共著）『保釈 理論と実務』（2012年、法律文化社）ISBN 978-4589035356
- 「刑事証拠開示問題の歴史的構造―治罪法から昭和刑事訴訟法制定過程までに関する分析」（龍谷法学42巻3・4号以降） NAID 110008722463、NAID 110008751148、NAID 110008748894、NAID 110008754890
- 「捜査過程を示す記録と刑事証拠開示」（刑法雑誌52巻2号）NAID 40019635867
- 『公正な刑事手続と証拠開示請求権』（2015年、法律文化社）ISBN 978-4589036612

## 所属学会
- 日本刑法学会
- 日本犯罪社会学会